# Mogapinyana
Mogapinyana est une ville du Botswana.